# Star One
Star One est un groupe de metal progressif néerlandais. Il est formé en 2002 par le compositeur et multi-instrumentaliste Arjen Anthony Lucassen. Les morceaux sont inspirés de films de science-fiction qui ont marqué le compositeur. 
Le premier album du groupe, Space Metal, sort en 2002 sous le label InsideOut Music. Y participe de nombreux invités célèbres du metal, comme Russell Allen, Damian Wilson, Floor Jansen et Ed Warby. Cet album donne lieu à la tournée filmée, Live on Earth en 2003, au cours de laquelle sont également joués de nombreux morceaux d'Ayreon, autre projet de Lucassen. Un deuxième album, Victims of the Modern Age, est sorti en novembre 2010.

## Biographie

### Débuts (2002-2003)
Star One est formé par une collaboration entre Lucassen et du chanteur d'Iron Maiden, Bruce Dickinson. Dickinson propose initialement l'idée d'un projet, et les deux compères réalisent quatre chansons, Lucassen étant à l'écriture des chansons, et Dickinson à l'écriture des paroles. Le projet est cependant abandonné après qu'il a été révélé sur Internet par Lucassen. Plutôt que de mettre aux oubliettes les chansons qu'il a produit, Lucassen décide d'y inclure ses propres paroles et forme le groupe Star One. 
Concernant le premier album du groupe, Lucassen explique que « Space Metal est vraiment magique. J'ai bien peur de ne plus pouvoir capturer la même atmosphère et d'avoir tout gâché ! Je suis contre une suite ; on ne peut pas recréer l'atmosphère du premier album. »

### Second album (2009-2010)
En octobre 2009, Arjen annonce que Star One n'est « pas mort ». Le même mois, Arjen annonce un possible nouvel album de Star One. Lors d'un entretien avec La Grosse Radio, Arjen annonce officiellement la sortie d'un nouvel album de Star One pour lequel il a déjà écrit et produit des chansons.
En mars 2010, une demo listening party est organisé lorsque plusieurs membres d'arjenlucassen.com sont autorisés à écouter les premières démos uniquement instrumentales du nouvel album de Star One. En août la même année, Arjen révèle le titre du deuxième album, Victims of the Modern Age, et annonce qu'il est déjà prêt. L'album est publié en octobre 2010.

## Membres

### Membres actuels
- Sir Russell Allen - chant (depuis 2002)
- Damian Wilson - chant (depuis 2002)
- Dan Swanö - chant (depuis 2002)
- Floor Jansen - chant (depuis 2002)
- Arjen Anthony Lucassen - guitare, claviers, mellotron, chant occasionnel (depuis 2002)
- Peter Vink - basse (depuis 2002)
- Ed Warby - batterie (depuis 2002)
- Gary Wehrkamp - guitare solo (depuis 2002)
- Joost van den Broek - clavier (depuis 2003)

### Anciens membres live
- Robert Soeterboek - chant
- Irene Jansen - chœurs
- Ewa Smarzyńska - flute

## Discographie

### Albums studio
- 2002 : Space Metal
- 2010 : Victims of the Modern Age
- 2022 : Revel in Time, par Star OneCD 1 :

1. Fate of Man
2. 28 Days (Till the End of Time)
3. Prescient
4. Back from the Past
5. Revel in Time
6. The Year of '41
7. Bridge of Life
8. A Hand on the Clock
9. Beyond the Edge of it All
10. Lost Children of the Universe

CD 2 : titres identiques mais avec des chanteurs différents

### Albums live
- 2003 : Live on Earth